# Jalpa de Méndez (kommun)
Jalpa de Méndez är en kommun i Mexiko.   Den ligger i delstaten Tabasco, i den sydöstra delen av landet, 700 km öster om huvudstaden Mexico City.
Följande samhällen finns i Jalpa de Méndez:
- Jalpa de Méndez
- Ayapa
- Iquinuapa
- Hermenegildo Galeana 2da. Sección
- Mecoacán 2da. Sección
- Huapacal 2da. Sección
- Boquiapa
- Gregorio Méndez
- Santa Lucía
- El Novillero
- La Trinidad
- San Hipólito
- La Cruz
- Tierras Peleadas
- La Ensenada
- La Pera
- El Carmen
- El Carmen (La Ensenada)
- Chacalapa 2da. Sección
- Reforma 3ra. Sección
- Tomás Garrido Canabal
- El Juncal
- Tierra Adentro 3ra. Sección
- San Gregorio
- Nabor Cornelio Álvarez